# Хаворт (Оклахома)
Хаворт (енгл. Haworth) град је у америчкој савезној држави Оклахома.

## Демографија
По попису из 2010. године број становника је 297, што је 57 (-16,1%) становника мање него 2000. године.
| Група             | 2000.       | 2010.       |
| Белци             | 278 (78,5%) | 221 (74,4%) |
| Афроамериканци    | 7 (2,0%)    | 15 (5,1%)   |
| Азијати           | 0 (0,0%)    | 0 (0,0%)    |
| Хиспаноамериканци | 20 (5,6%)   | 9 (3,0%)    |
| Укупно            | 354         | 297         |